# Burcht Herzele
De burcht van Herzele is een ruïne van een waterburcht in de Oost-Vlaamse gemeente Herzele. De waterburcht was de woonplaats van de heren van Herzele en is sinds 1957 een beschermd monument. In 1972 volgden restauratiewerken.  

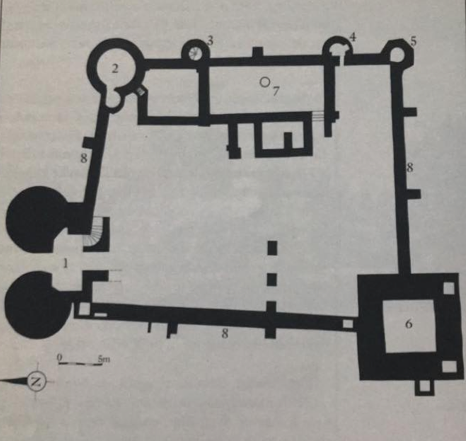
Plattegrond Burcht 1. Poortgebouw, 2. Opstaande woontoren met aangebouwde traptoren, 3. Traptoren, 4. Traptoren, 5.Traptoren, 6. Donjon, 7. Omwalling met steunberen

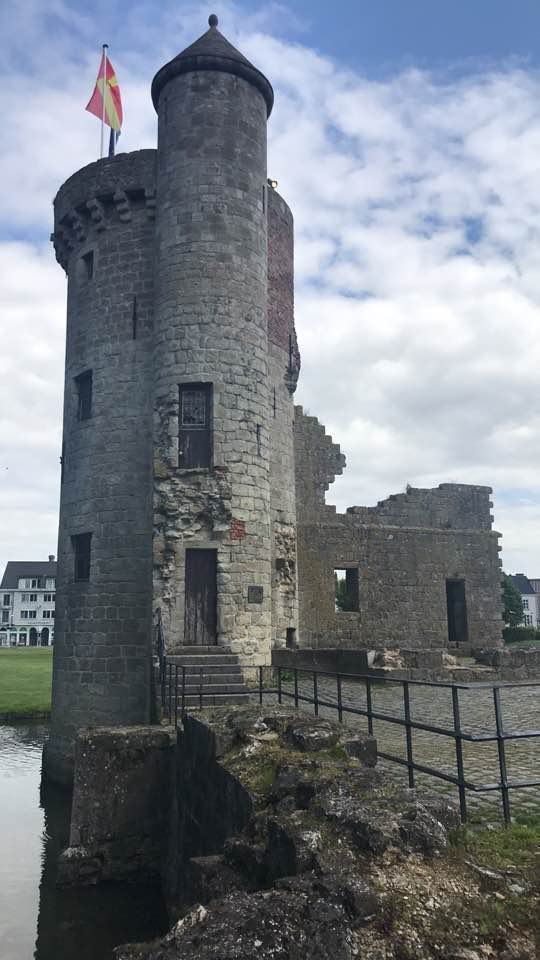
Opstaande woontoren met bijhorende traptoren

## Bouw van de burcht

### Donjon
Over de donjon zijn weinig gegevens beschikbaar. De vierkante toren heeft een binnenzijde van zes meter en muren met een dikte van 3,20 meter tot 3,40 meter. Er zijn nog vier treden aanwezig die leiden naar de kelderverdieping. Van de donjon bleef alleen de zware onderbouw bewaard. In de zware muren van de donjon zijn de uitsparingen voor latrines te zien. Vermoedelijk bestond de donjon uit een kelder en verdiepingen. In regel bevat deze een ontvangstruimte op de benedenverdieping en woon- en slaapvertrekken op de bovenverdiepingen. In 1592 stortte de donjon in. Hij werd niet meer herbouwd omdat de militaire strategie inmiddels veranderde. 

### Geometrisch grondplan
In de 13de-14de eeuw begint men burchten met geometrische grondplannen te bouwen. Dit is het geval in Herzele. Hiertoe behoren het poortgebouw, de (nog opstaande) ronde woontoren met aangebouwde traptoren, de donjon, de keuken, de ridderzaal en de nutsvoorzieningen, weermuren, de schuur en de stal. Er bestaat geen zekerheid of de donjon toen al bestond en men rond de donjon bouwde. Mogelijk werd een nieuw kasteel gebouwd waarvan de donjon een onderdeel uitmaakte. 
De funderingsbalken van de burcht lagen op een laag van geschorste en niet geschorste boomstammen. De torens zijn gebouwd in baksteen en omkleed in Lediaanse zandsteen, de weermuren bestonden volledig uit zandsteen. 
Het poortgebouw had twee toegangspoorten: een bij de ophaalbrug en een tweede bij het binnenplein. In het poortgebouw bevond zich een kamer en er was een mechanisme van een valbrug. Tegenwoordig zijn er in de kelder van het poortgebouw gemetste treden zichtbaar die naar het gelijkvloers leiden. Vermoedelijk was er in de kelder een gevangenis met een latrine. 
In de noordoostelijke hoek van de burcht is er een ronde toren, met bijhorende trap. Deze toren was waarschijnlijk een woontoren. Tegenwoordig is op het gelijkvloers een bakstenen koepelplafond met spiraalmotief aanwezig. Op de eerste en tweede verdieping zijn er haarden en nissen aanwezig en op de tweede verdieping is er een latrine. Op de eerste verdieping zijn twee deuropeningen die toegang gaven tot de noordelijke en de oostelijke weermuur. De woontoren heeft een kelderverdieping, met latrine, deze werd vermoedelijk gebruikt als gevangenis. 
De ridderzaal kwam centraal aan de oostelijk muur. Bij de zaal horen de privévertrekken van de heer en zijn dame, de kapel en de keuken. Van de keuken zijn de waterput, de haard en een basis van een raam te zien. Ten noorden en ten zuiden van de zaal en de keuken stond de traptorens met spiltrap, een ervan is redelijk bewaard. In het westen van het binnenplein stonden de paardenstal en de schuur. Regelmatig duiken in de domeinrekeningen van de burcht kosten op voor herstellingen aan de stal en schuur. 
Rond het kasteel was een brede gracht. Die had niet alleen een defensieve functie maar ook een economische: het was een kweekvijver voor karpers.

### Vernielingen
- 1380: De troepen van de graaf van Vlaanderen, Lodewijk van Male, steken tijdens de Gentse opstand de burcht in brand omdat de heer van Herzele, Seger van Herzele, de kant koos van Gent. Daken, houtwerk en muren werden vernield. De kerk en alle huizen van het dorp werden platgebrand. De graaf van Vlaanderen confisqueerde de goederen van Seger van Herzele en voegde de heerlijkheid Herzele toe aan het graafschap Vlaanderen. Vanaf 1386 wordt de burcht hersteld.

- 1483-1485 en 1487-1482: Tijdens de Vlaamse opstand tegen Maximiliaan van Oostenrijk werd het kasteel van Herzele tijdelijk bezet door Gentse troepen. De troepen plunderen en richten vernielingen aan. Vanaf 1512 starten restauratiewerken aan de waterburcht.

- 1579: Tijdens de Nederlandse opstand wou de toenmalige protestantse heer van Herzele, Peter de Melun, zich niet verzoenen met de katholieke Filips II, Koning van Spanje en heer der Nederlanden. De burcht werd zwaar vernield door de Spanjaarden en hun kanonnen. Het kasteel wordt niet volledig meer herbouwd. Enkel het poortgebouw, de noordoostelijke vleugel (met woontoren en de keuken), de schuur en de stal blijven. In 1616 worden deze gebouwen hersteld. Losse bakstenen en natuurstenen worden verkocht, gebruikt bij de aanleg van wegen of gebruikt voor andere gebouwen.

### Restauratie (1970-1977)
Op initiatief van toenmalig burgemeester Maurits De Buysscher beginnen restauratiewerken aan de burcht. Op 6 maart 1970 werd het ontwerp goedgekeurd, op 2 oktober 1972 begon de restauratie aan de burcht en op 30 november 1977 waren ze voltooid. Deze restauratiewerken leidden tot het huidige aanzicht van de burcht; een gerestaureerde toren met geconsolideerd grondplan van de volledige plaats, omsloten door een walgracht. In 2022 raakte bekend dat er nieuwe instandhoudingswerken gesubsidieerd worden.

## Heren van Herzele

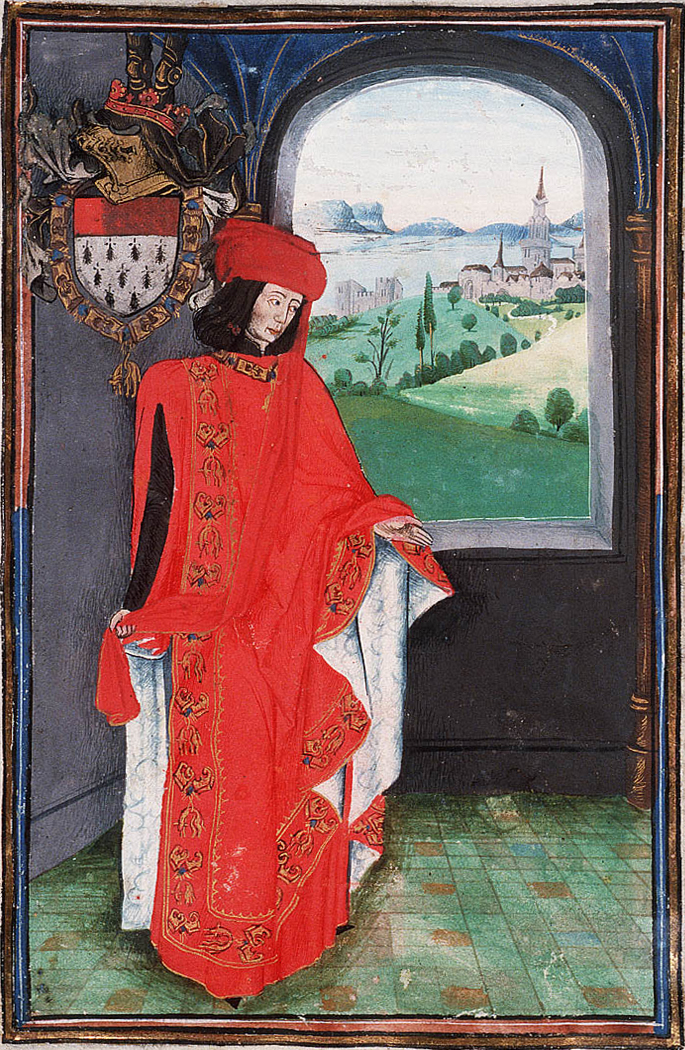
Jan V van Roubaix (ca. 1369 - Roubaix, 7 juni 1449), heer van Roubaix en Herzele, was een Vlaams edelman in dienst van de Bourgondische hertogen. Hij was betrokken bij de Slag bij Westrozebeke en vergezelde Jan zonder Vrees op diens kruistochten. Jan zonder Vrees gaf hem in 1406 de heerlijkheid Herzele; hij liet hierop de burcht van Herzele opnieuw opbouwen.

- De oudste bekende heer is Franco van Herzele, gehuwd met Agneete van Ardres, dochter van Arnout de Oude, heer van Ardres, en van Geertruid van Gent. Samen hadden zij twee zonen: Boudewijn en Franco.
- Boudewijn van Herzele, zoon van Franco van Herzele, trouwde met Petronella, dochter van Lodewijk, heer van Hingene, samen hadden zij twee zonen: Franco (….-1177) en Lodewijk.
- Lodewijk van Herzele kreeg door het vroeg overlijden van zijn oudere broer, Herzele in handen. Hij was gehuwd met Hildegarde, vrouwe van Melle, dochter van Raoul, heer van Rode. Samen kregen ze drie kinderen: Lodewijk (….-1184) , Mabilia en Clara, door het overlijden van Lodewijk, kreeg Mabilia bij de dood van haar vader, de heerlijkheid toegewezen.
- Na Mabilia van Herzele, gehuwd met Olivier van Schendelbeke, bestaat er een leegte over de heren van Herzele.
- De volgende heer van Herzele die we terugvinden is Raas van Herzele.
- Raas van Herzele, zoon van Raas, gehuwd met Avezoete uter Meerham, dochter van Elizabeth van Kortrijk en Jordaen uter Meerham.
- Seger van Herzele (….-1384), stond aan de kant van de Gentenaars tegen Lodewijk van Male, graaf van Vlaanderen. De burcht werd deels vernield en de graaf confisqueerde de goederen van Seger van Herzele.
- Jan van Roubaix (1369-1449) heeft de heerlijkheid Herzele gekregen van Jan zonder Vrees(1404-1419), hertog van Bourgondië. Jan van Roubaix was kamerheer en raadgever van de hertog van Bougondië en neef van Seger van Herzele. Hij was getrouwd met Agnes de Lannoy, dochter van Ghillebert de Lannoy en Catherina de Saint-Aubin.
- Pieter van Roubaix (1415-1498), zoon van Jan van Roubaix bezat Herzele sinds 1439. Hij was sinds 1435 gehuwd met Margaretha van Ghistelle (1420-1495), dochter van Jan van Ghistelle en Margaretha Vilain.
- Isabeau van Roubaix (1440- 1502), dochter van Pieter en Margaretha, gehuwd met Jacob van Luxemburg (1430-1487), de zoon van Pieter en Margaretha de Baux, en de broer van Thibaut van Luxemburg-Ligny (heer van Fiennes) (1420-1479) heer van Zottegem[2].
- Yolante van Luxemburg (1475-1534), dochter van Isabeau en Jacob, zij was gehuwd met Nicolaas de Werchin-van Barbançon (….-1513), Baron de Werchin en Cycoing. Ze bezat sinds 1502, na de dood van haar moeder, de heerlijkheid Herzele.
- Peter de Werchin-van Barbançon (1498-1557), Baron de Werchin, hij was de zoon van Yolante en Nicolaas. Pieter was een vliesridder en seneschalk van Henegouwen en gehuwd met Melanie Helena de Vergy.
- Yolante de Werchin – van Barbançon (….-1593), barones van Sison, dochter van Peter en Melanie. Yolante was, sinds 1545, gehuwd met Hugo van Melun, prins van Epinoy (1520-1553). Na de dood van haar vader, komt Herzele in haar bezit.
- Peter de Melun (1548-1594), was prins van Epinoy, markgraaf van Richebourg en baron van Antoing en Werchin, hij was getrouwd met Christina de Lalaing, nicht van Filips van Montmorency, graaf van Hoorne. Peter werd tijdens de Nederlandse Opstand, tussen de Nederlandse opstandelingen en het Spaanse Rijk, gezien als een opstandeling. Hij was immers protestant en verzoende zich niet met de katholieke Filips II, Koning van Spanje en heer der Nederlanden. In 1579 werd de burcht in Herzele zwaar verwoest door de Spanjaarden en hun kanonnen. Zijn moeder nam terug bezit over Herzele.
- Anne Maria de Melun (….-1634), dochter van Yolande en Hugo en zus van Peter. Ze was getrouwd met Lamoraal I de Ligne (1563-1624). Bij de dood van haar moeder Yolande, kreeg Marie Herzele in het bezit. Maar in 1609 deed ze met het verdrag van Antwerpen afstand van Herzele, dit doordat er grote ontevredenheid was bij de afstammelingen van Peter de Melun, zij vonden dat zij recht hadden op Herzele.
- Willem de Melun (1588-1635), zoon van Peter en Christine. Hij was, sinds 1615, getrouwd met Ernestine van Ligne-Arenberg, dochter van Charles de Ligne en Anne de Croy. Hij was, in 1632, samen met Albert de Ligne en Lodewijk van Egmont het hoofd van de samenzwering der Edelen, hun doel was om de Spaanse Nederlanden op te delen tussen Frankrijk en de Verenigde Provinciën. Hierdoor werd hij in 1635 ter dood veroordeeld. Ook werden zijn bezittingen verbeurdverklaard en aan het koninklijk domein toegevoegd.
- De gebroeders Jan, Hendrik en Barthomeus van de Brusselse koopliedenfamilie La-Mire-Van Nevele kochten in 1642 het geconfisqueerde Herzele van Filips IV, koning van Spanje.
- Karl IV van Lorreinen (1604-1675), kreeg de heerlijkheid Herzele in pand van de Brusselse koopliedenfamilie.
- Anne van Lorreinen, dochter van Karl IV. Ze bezat Herzele sinds 1660.
- Alexandre Willem-de Melun, zoon van Willem de Melun en Ernestine d’Arenberg. Hij kwam, door Lodewijk XIV, terug in het bezit van zijn vaders verbeurdverklaarde goederen. Door de oorlog van de Liga van Augsburg(1688-1697) werden de bezittingen terug geconfisqueerd.
- Claude-Lamoraal II de Ligne. In 1721 werd, te Parijs, een overeenkomst tussen Lodewijk de Melun en Claude gesloten, Claude kreeg hierop Herzele in handen. Claude verkoopt hierna Herzele.
- Charles de Lichtervelde (1712-1767), graaf van Lichtervelde en heer van Eke. Hij was, sinds 1732, getrouwd met Maria-Anna van de Meersche-de Bareldonck (1736-1757) en kocht in 1752 Herzele.
- Emanuel de Lichtervelde, zoon van Charles en Maria-Anne en jongere broer van Charles Joseph, Charles Joseph stond zijn recht op Herzele af aan Emanuel. Emanuel was sinds 1785 getrouwd met Marie-Charlotte van de Woestijne en was de laatste heer van Herzele, dit doordat de Franse Revolutie alle titulatuur afschafte.

## Andere eigenaars
- Doordat door de Franse Revolutie alle titulatuur werd afgeschaft, was Emanuel de Lichtervelde de laatste heer van Herzele. Zijn weduwe, Marie-Charlotte van de Woestijne, verkocht in 1811 Herzele aan Judoous C. Clemmen, die sinds 1780 getrouwd was met Francisca P. Poelman.
- Eleonore Clemmen (1792-1819), dochter van Judoous en Francisca, kreeg nadien Herzele en de bijhorende burcht in handen. Zij was gehuwd met Emmanuel van de Woestijne (1770-1836).
- Herzele ging nadien naar Théophile van de Woestijne (1816-1878), zoon van Eleonore en Emmanuel. Hij was gehuwd met Marie-Frédérique de Liederkerke de Pailhe (1834-1909). Hij was burgemeester van Herzele, van 1872 tot aan zijn dood.
- Vervolgens ging Herzele naar Marie-Thérèse van de Woestijne (1870-1952), dochter van Théophile en Marie-Frédérique. Zij was, sinds 1894, gehuwd met Hadelin Gustave, Graaf du Parc-Locmaria, (1864-1946).
- Hierna kreeg Guillaume graaf du Parc-Locmaria (1901-1974), zoon van Marie-Thérèse en Hadelin, de burcht in handen. Hij was, sinds 1939, getrouwd met gravin Jacqueline de Lannoy (1908-1978).  Eveneens was hij schepen van Herzele.
- Nadat een Koninklijk Besluit van 1957 de burcht en zijn omgeving klasseert als beschermd monument, schenkt Guillaume graaf du Parc-Locmaria in 1969 de burcht aan de gemeente Herzele, ook biedt hij de gemeente de kans om de omliggende gronden aan te kopen.

## Galerij

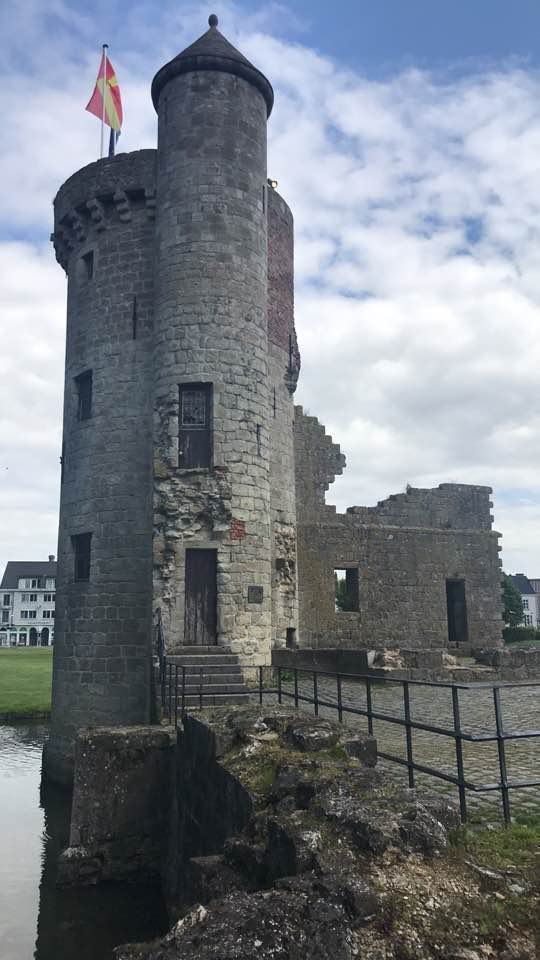
Burcht Herzele
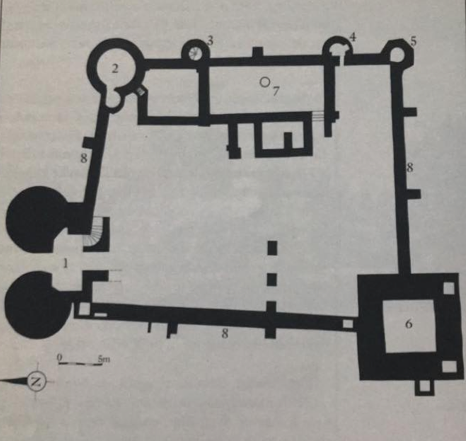
Plattegrond Burcht 1. Poortgebouw, 2. Opstaande woontoren met aangebouwde traptoren, 3. Traptoren, 4. Traptoren, 5.Traptoren, 6. Donjon, 7. Omwalling met steunberen
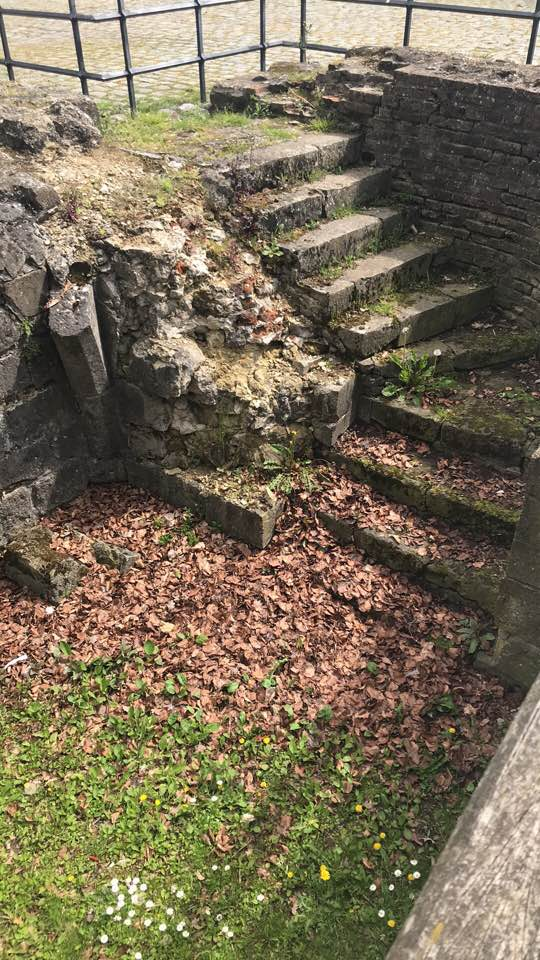
Treden in poortgebouw
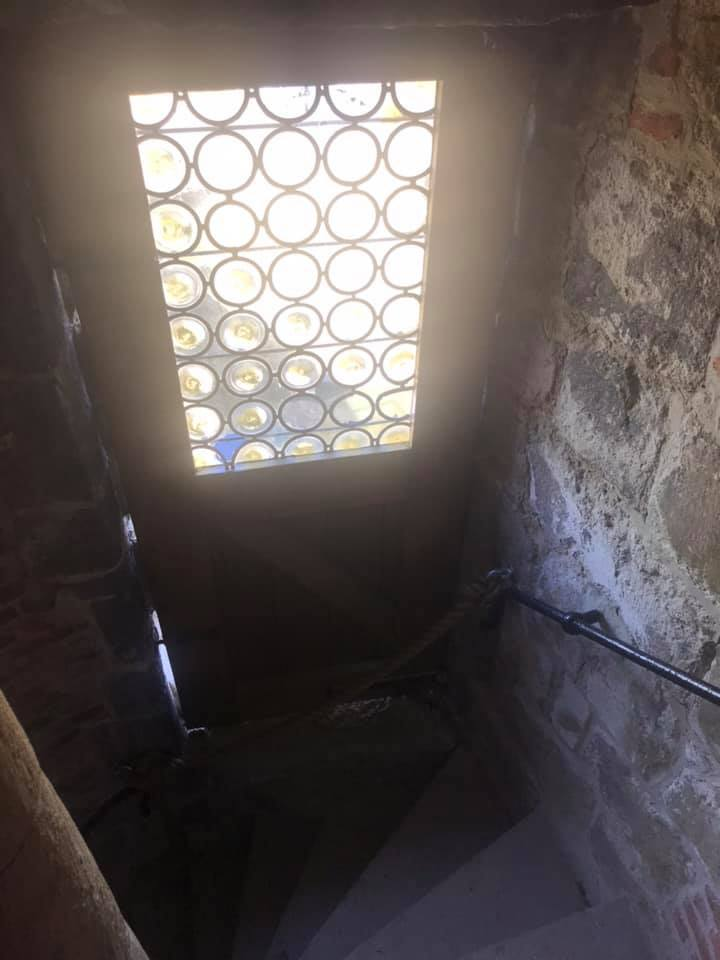
Toegang naar weermuren vanuit woontoren
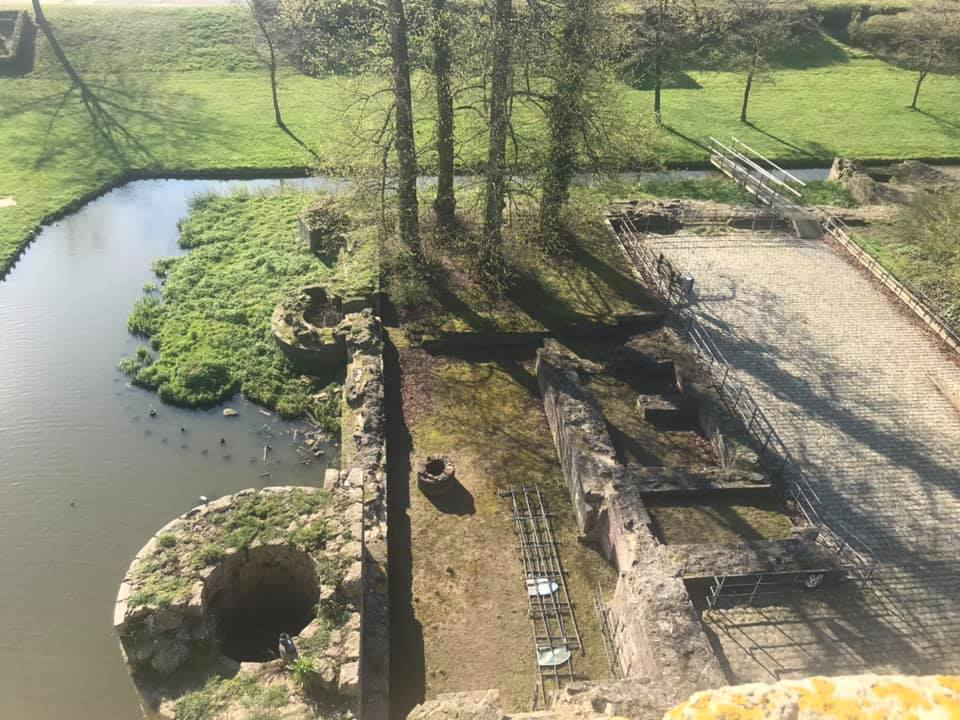
Overzicht van aula en traptorens
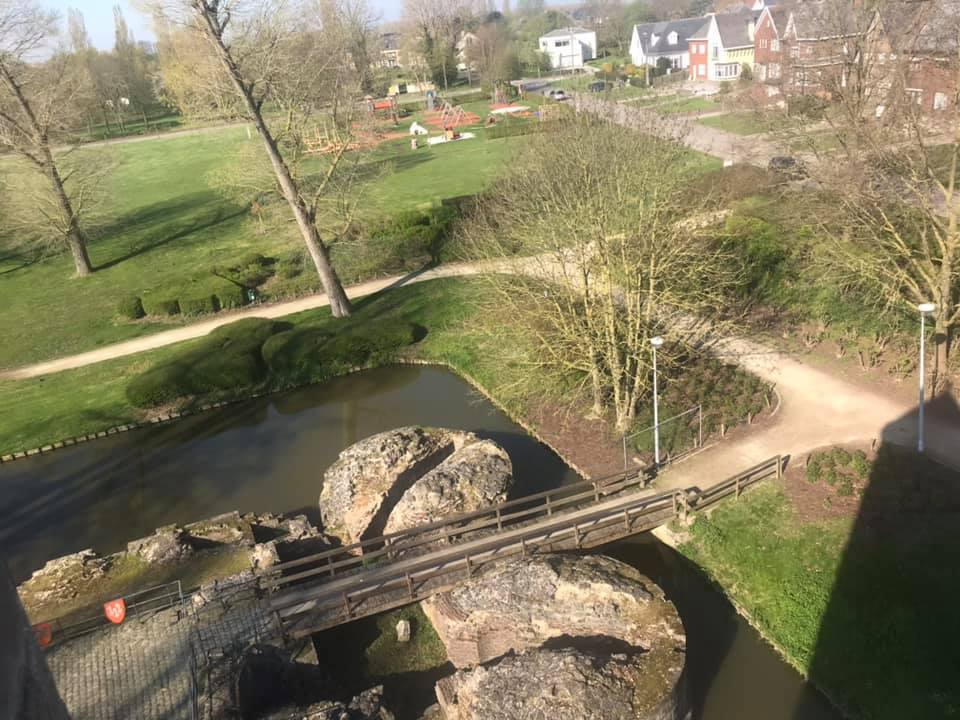
Poortgebouw
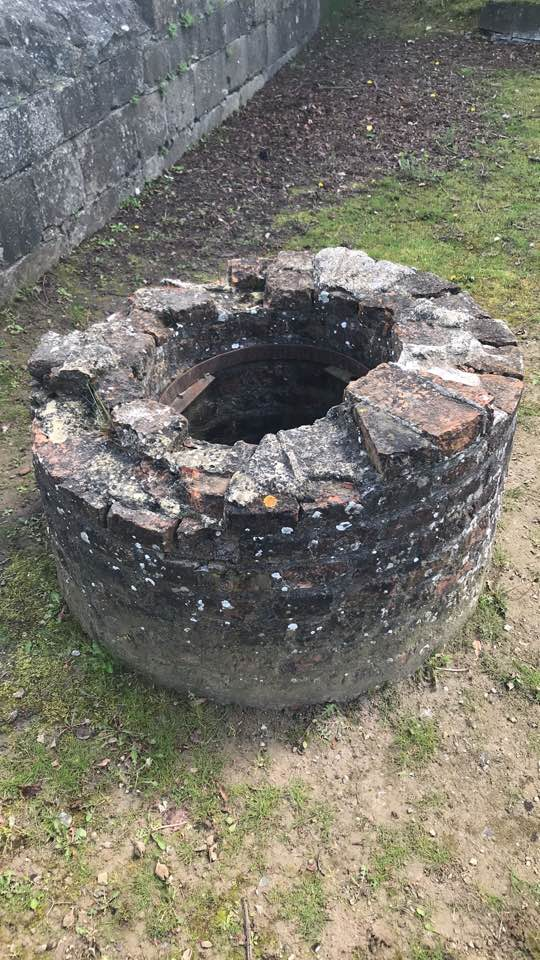
Waterput in de keuken
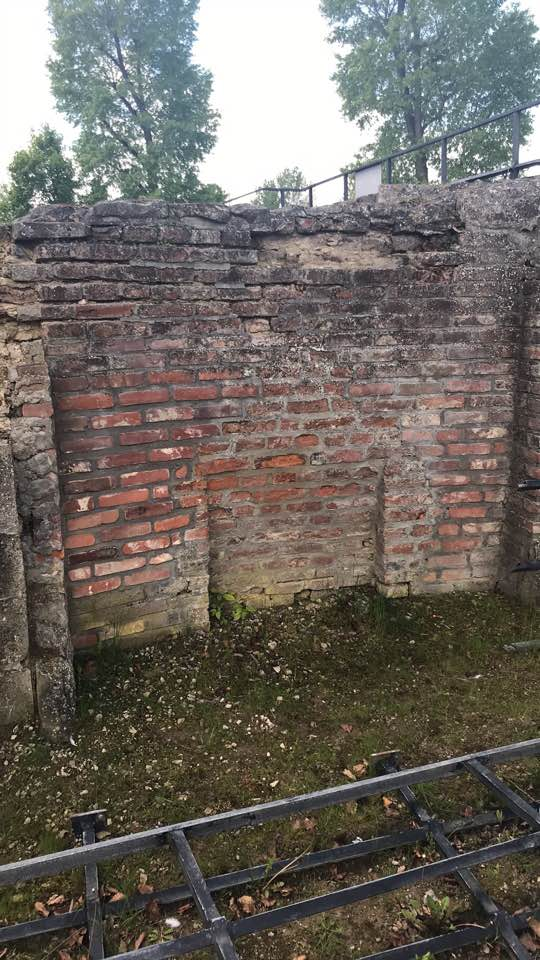
Haard in keuken
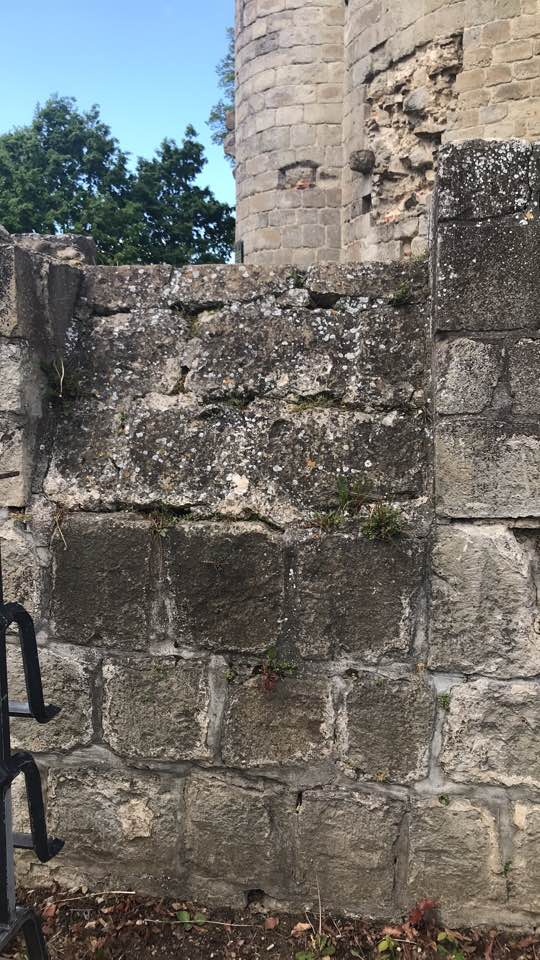
Basis van raam in keuken
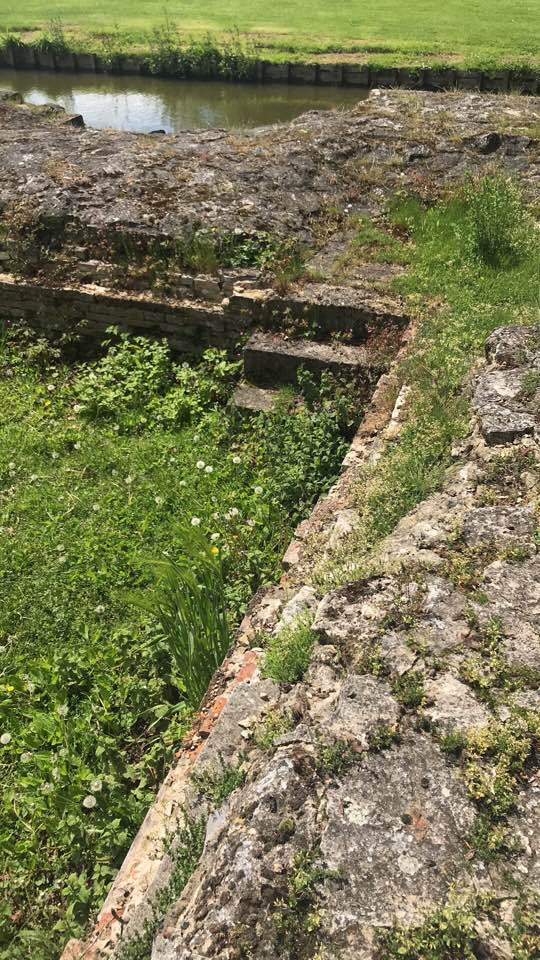
Treden in donjon
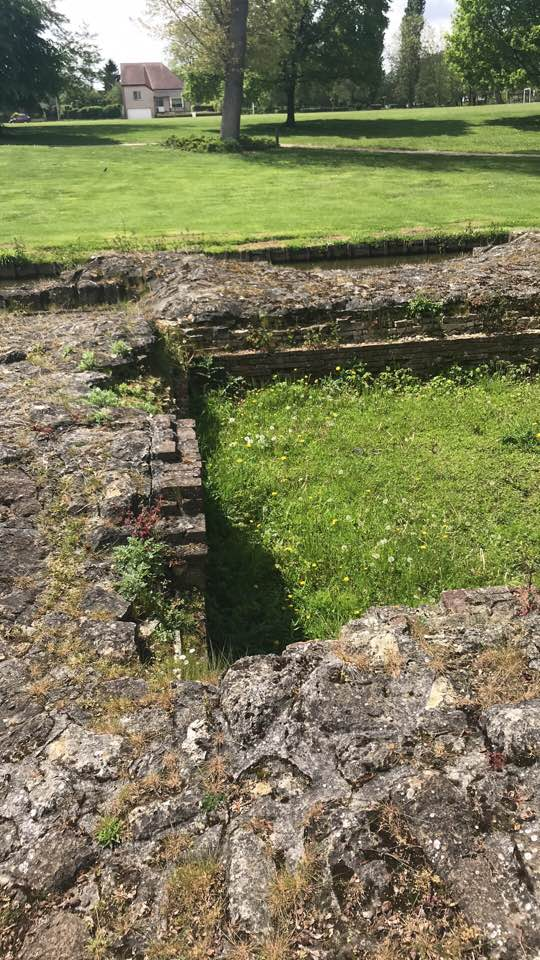
Latrines in de donjon
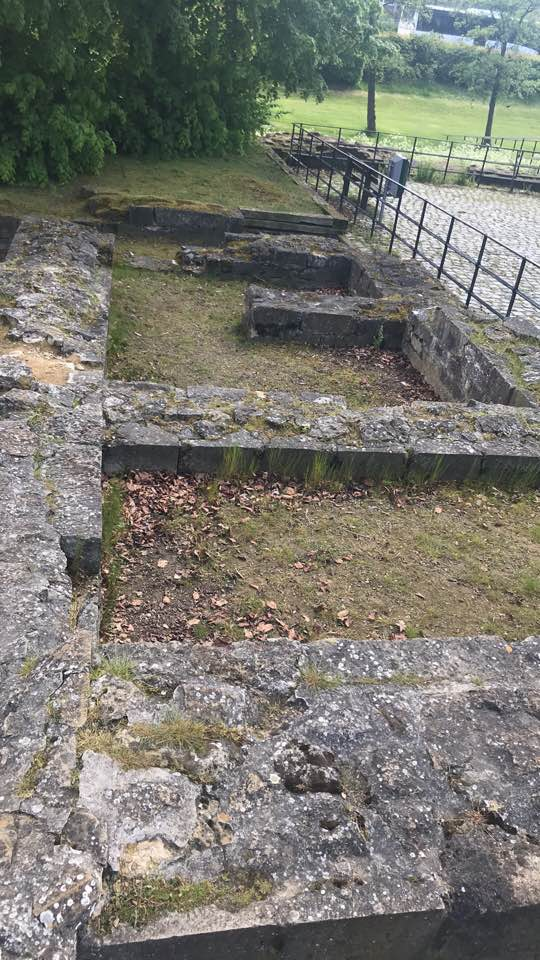
Aula
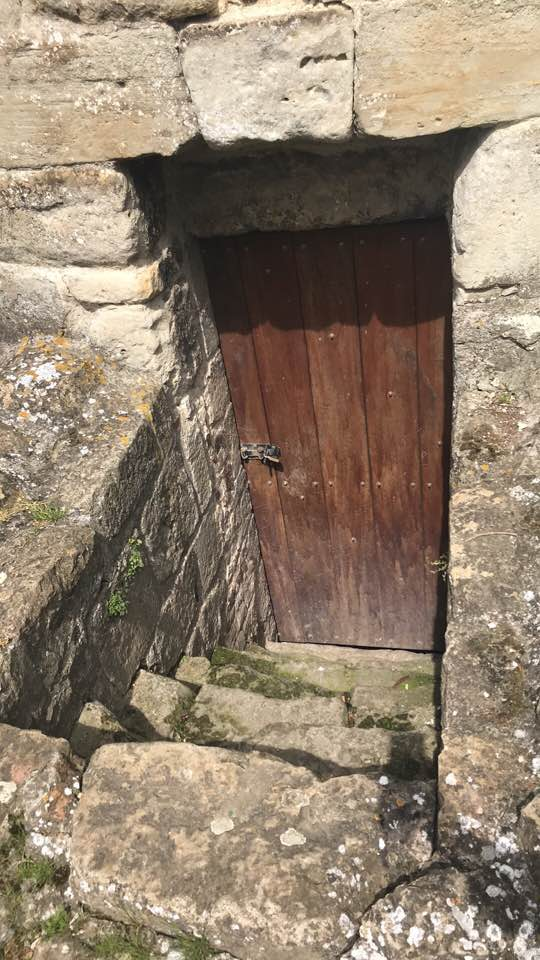
Ingang naar kelder van de woontoren
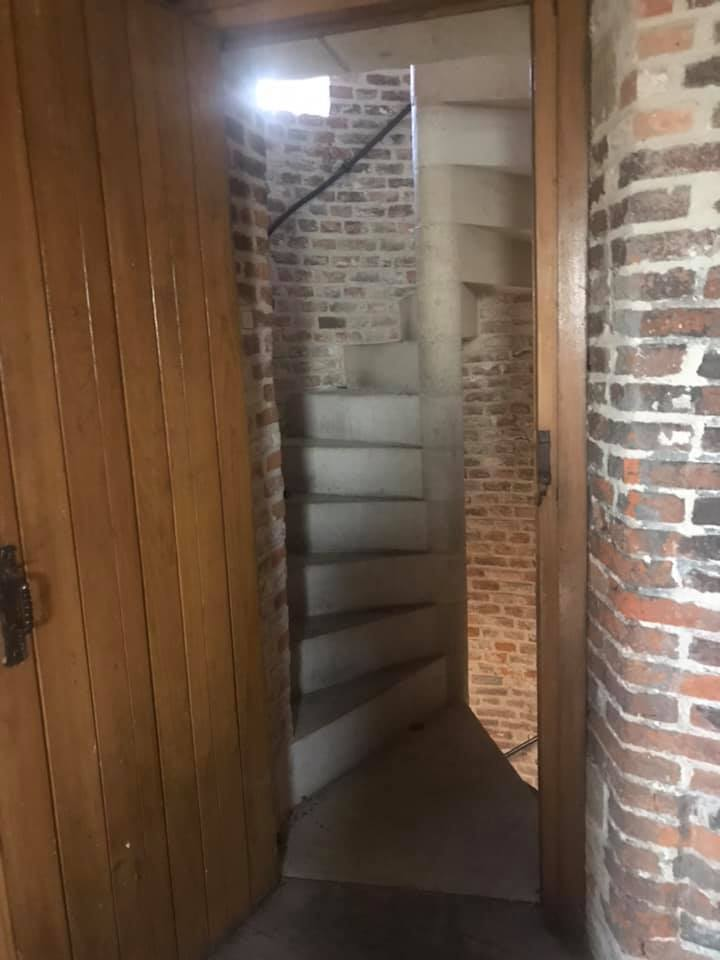
Traptoren horend bij woontoren
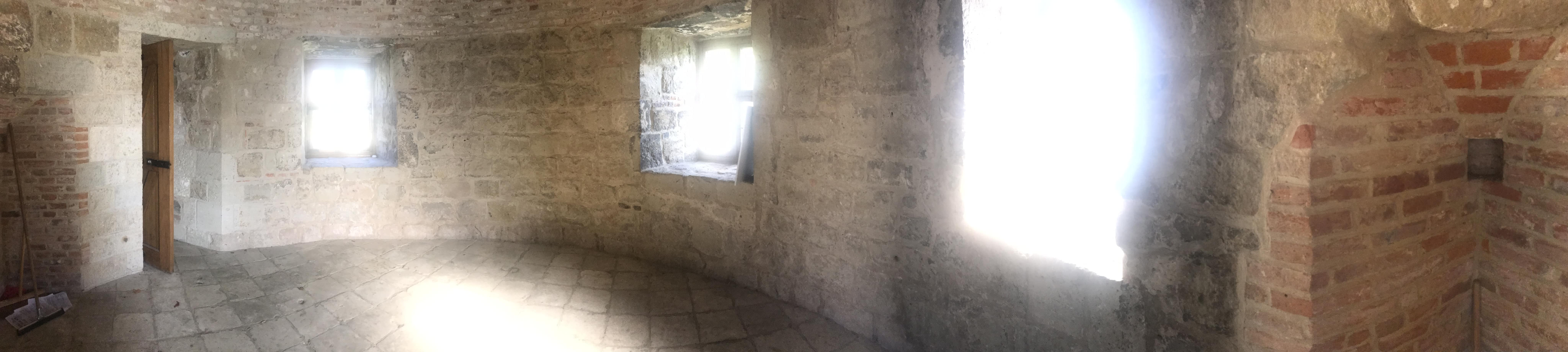
Panorama van gelijkvloers in woontoren
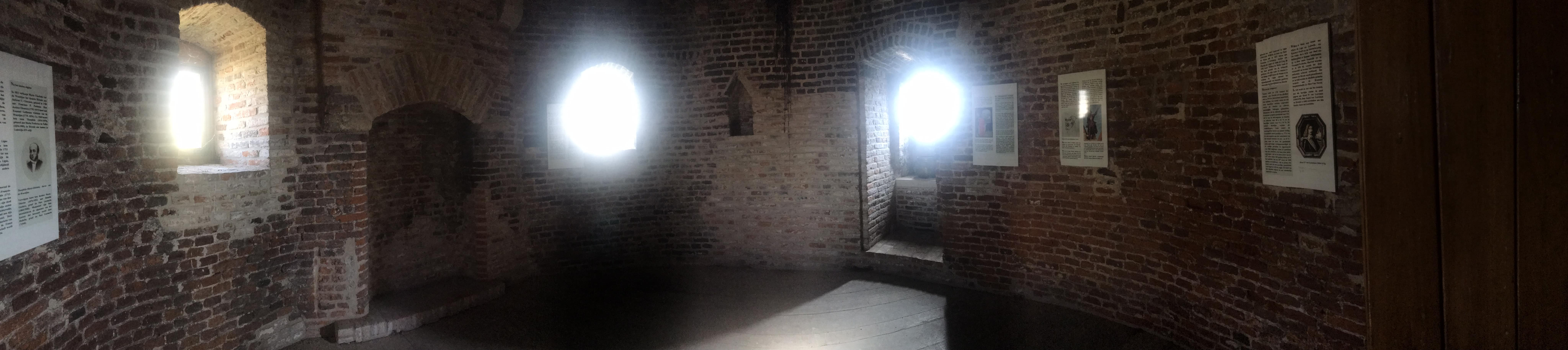
Panorama van eerste verdieping in woontoren
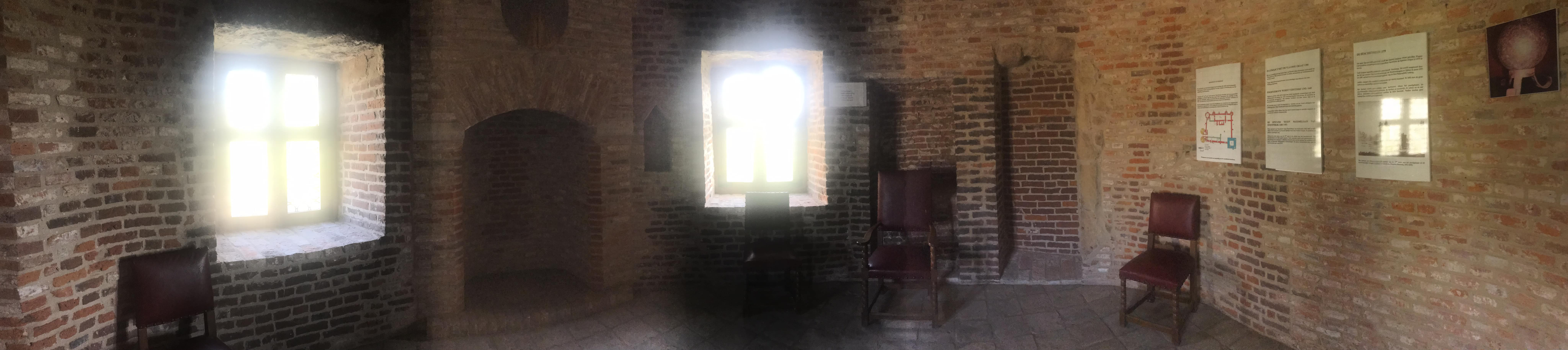
Panorama van tweede verdieping in woontoren
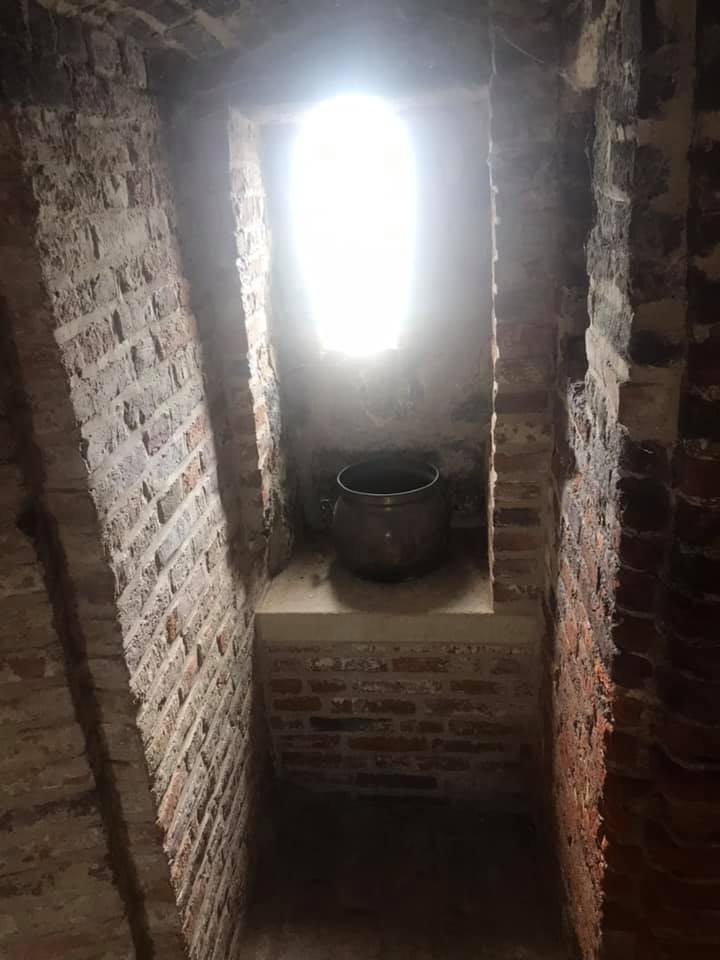
Latrine op eerste verdieping van woontoren